# Taratak Baru
Taratak Baru is een bestuurslaag in het regentschap Sijunjung van de provincie West-Sumatra, Indonesië. Taratak Baru telt 2476 inwoners (volkstelling 2010).